# Марчано (Арецо)
Марчано је насеље у Италији у округу Арецо, региону Тоскана.
Према процени из 2011. у насељу је живело 940 становника. Насеље се налази на надморској висини од 556 м.